# Reiwa Shinsengumi
Reiwa Shinsengumi (れいわ新選組 Reiwa Shinsengumi?) è un partito politico del Giappone fondato il 1 aprile 2019 dal politico e attore giapponese Tarō Yamamoto. Il partito è stato fondato subito dopo l'annuncio di Ichirō Ozawa che il Partito Liberale del Giappone si sarebbe unito al DPFP. Nello stesso anno della fondazione del partito, Reiwa Shinsengumi ha guadagnato più del 4% dei voti durante l'elezione della Camera dei Consiglieri di Luglio 2019, ottenendo due seggi con Yasuhiko Funago e Eiko Kimura.
Il leader Tarō Yamamoto ha partecipato con il partito alle elezioni amministrative di Tokyo del 2020 guadagnando il 10,72% dei consensi.